# A todos los chicos de los que me enamoré
A todos los chicos de los que me enamoré  (en inglés: To All the Boys I've Loved Before)  es una película estadounidense romántica adolescente de 2018 basada en la novela homónima de 2014 de Jenny Han. Está dirigida por Susan Johnson y protagonizada por Lana Condor, Noah Centineo, Janel Parrish, Anna Cathcart, Israel Broussard, y John Corbett. La película se estrenó en todo el mundo en Netflix el 17 de agosto de 2018.
Es la primera entrega de la serie de películas homónima y seguida de dos secuelas, A todos los chicos: P.D. Todavía te quiero, estrenada el 12 de febrero de 2020, y A todos los chicos: Para siempre, que se le estrena el 12 de febrero de 2021.

## Argumento
La estudiante de secundaria, Lara Jean Covey, escribe cartas a chicos por los que siente una intensa pasión antes de guardarlas en su armario. Su última carta es para su amigo de la infancia Josh, quien está saliendo con su hermana mayor, Margot rompe con Josh. Lara Jean siempre ha estado enamorada de Josh y decide que no estaría bien salir con él
```
Su  hermana pequeña, Kitty se cuela en la habitación de Lara Jean y encuentra su colección de cartas. El lunes siguiente en la escuela, Lara Jean se enfrenta a un antiguo enamoramiento suyo, Peter Kavinsky. Peter revela que le enviaron la carta que Lara Jean le había escrito, lo que la hizo desmayarse. Después de despertar, ve a Josh acercándose con una carta propia, y en un momento de pánico, Lara Jean besa a Peter en la pista de la escuela para echar a Josh antes de salir corriendo.
```

Lara Jean luego se encuentra con otro destinatario de una carta, Lucas, quien se declara gay cuando comienza a darse cuenta de que todas las cartas se han enviado por correo.
Más tarde salió de su casa cuando Josh apareció sin avisar. Lara Jean luego se encuentra con Peter en su restaurante favorito. Ella le explica que simplemente estaba tratando de hacerle pensar a Josh que había perdido interés en él. Peter está sorprendentemente de acuerdo con esto, y propone que él y Lara Jean fingieran tener una cita para poner celosa a su exnovia (la ex mejor amiga y némesis de Lara Jean) Gen. Lara Jean está de acuerdo, y los próximos meses pasan con toda la escuela, junto con sus respectivos amigos y familiares, creyendo que los dos están saliendo.
Sin embargo, cuando Peter descubre que Gen está realmente celosa, se encuentra en conflicto con sus verdaderos sentimientos. Mientras tanto, Lara Jean se siente celosa de los dos. Finalmente, los dos van juntos al viaje de esquí de la escuela, donde se enfrentan sobre sus verdaderos sentimientos. Proceden a besarse mientras están solos en un jacuzzi. Después de que termina el viaje, Gen se enfrenta a Lara Jean, revelando que Peter pasó la noche en su habitación después de que se besaron y se burlaron de Lara Jean mostrándole un gorro que Peter le dejó tomar, que en realidad era el favorito de Lara Jean. Furiosa, Lara Jean rompe con Peter y regresa a casa, donde descubre que Margot ha regresado de la universidad. Peter luego llega a su casa, con la esperanza de explicarle que no pasó nada entre él y Gen, pero Josh también llega. Margot escucha todo y se enfada visiblemente cuando se entera de la historia de Lara Jean.s sentimientos anteriores por Josh. Las cosas empeoran cuando, después de que Lara Jean le pide a Peter que se vaya, ve que se ha puesto un video de ella y Peter en el jacuzzi.Instagram , aparentemente mostrando a los dos en un acto sexual.
Lara Jean pide ayuda a Margot, quien se calma y consuela a su hermana. Kitty luego revela que ella fue quien envió las cartas. Mientras Lara Jean está enfurecida, Margot la calma cuando le pregunta por qué las cartas tenían direcciones. Lara Jean se da cuenta de que pudo haber querido enviarlos, pero tenía demasiado miedo de hacerlo, y las hermanas se perdonan antes de enviar un correo electrónico a Instagram para que eliminen el video.
Después de las vacaciones de Navidad, Lara Jean descubre que todos en la escuela conocen el video de todos modos. Mientras tanto, Peter intenta decirles a todos que no pasó nada. Lara Jean confronta a Gen sobre el video, quien revela que trató de sabotear su relación cuando se sintió traicionada cuando Lara Jean besó a Peter mientras giraba la botella en una fiesta de séptimo grado. Después de hablar con su padre y revaluar las relaciones en su vida, Lara Jean habla con Josh, quien acepta volver a ser amigos. Cuando duda en ir con Peter a pesar de tener sentimientos reales, Kitty la empuja a hacerlo después de mostrarle las cartas que él escribió durante su relación. Lara Jean va a ver a Peter y él le dice que está enamorado de ella. Los dos se besan antes de marcharse juntos.
En una escena de mitad de créditos, un destinatario, John Ambrose McClaren, uno de los cinco destinatarios de las cartas de Lara Jean, llega a su puerta con flores en la mano.
La película tiene 2 partes, la última se estrenó en 2021.

## Autores
| - Lana Condor es Lara Jean, una joven de 16, enamoradiza y muy soñadora. Tiene 2 hermanas y su madre murió cuando era pequeña dejándola a cargo de su padre. Es tímida y buena y se viste a la moda coreana. Isabelle Beech es la actriz que interpreta a Lara Jean de pequeña. - Janel Parrish es Margot, la hermana mayor de Lara Jean y la exnovia de Josh Sanderson. - Noah Centineo es Peter, uno de los receptores de las cartas de amor de Lara Jean y estudiante de secundaria. Tiene 17 años y vive con su madre y su hermano menor "Owen". Es el chico más lindo y popular de la escuela. Hunter Dillon es el actor que interpreta a Peter de más chico. - Anna Cathcart es Kitty, la hermana pequeña de Lara Jean. - Trezzo Mahoro es Lucas, un amigo de Lara Jean y otro de los receptores de sus cartas de amor. - Emilija Baranac es Genevieve, la exnovia de Peter Kavinsky y era la mejor amiga de Lara Jean en primaria. - Andrew Bachelor es Greg, el mejor amigo de Peter. - Madeleine Arthur es Christine, la prima de Genevieve y mejor amiga de Lara Jean. | - John Corbett es Dr. Covey, el padre de Lara Jean. - Israel Broussard es Josh Sanderson, exnovio de Margot y uno de los chicos de los que estuvo enamorada Lara Jean. Christian Michael Cooper es el actor que interpreta a Josh de más chico. - Joey Pacheco es Owen, el hermano pequeño de Peter. - Julia Benson es la Señora Kavinsky, la madre de Peter. - Jordan Burtchett es John Ambrose, otro receptor de las cartas de amor de Lara Jean. Pavel Piddocke es el actor que interpreta a John de más chico. - Kelcey Mawema es Emily, una amiga de Genevieve. - Edward Kewin es Kenny, otro receptor de las cartas de amor de Lara Jean. - Junio R. Wilde es Joan, una camarera del bar al que va a comer Lara Jean. |

## Citas

### Desarrollo
En junio de 2014, se barajó la posibilidad de llevar a la gran pantalla el libro de Jenny Han, ("A Todos los Chicos de los que me enamoré"), por parte de la compañía de Will Smith y James Lassiter, Overbrook Entertainment. En aquel momento, la escritora Annie Neal, fue contratada para llevar a cabo la adaptación del libro a la pantalla. El 5 de julio de 2017, la producción empezó en Vancouver, Columbia Británica, Canadá. Posteriormente se anunció que Lana Condor, había sido elegida para el papel principal de Lara Jean Song Covey y que Susan Johnson sería la directora de la película, cuyo guion había sido desarrollado por Sofía Álvarez . También se informó de que John Corbett, Janel Parrish, Anna Cathcart, Noah Centineo, Israel Broussard, y Andrew Bachelor se habían unido el reparto de la película.

### Grabación

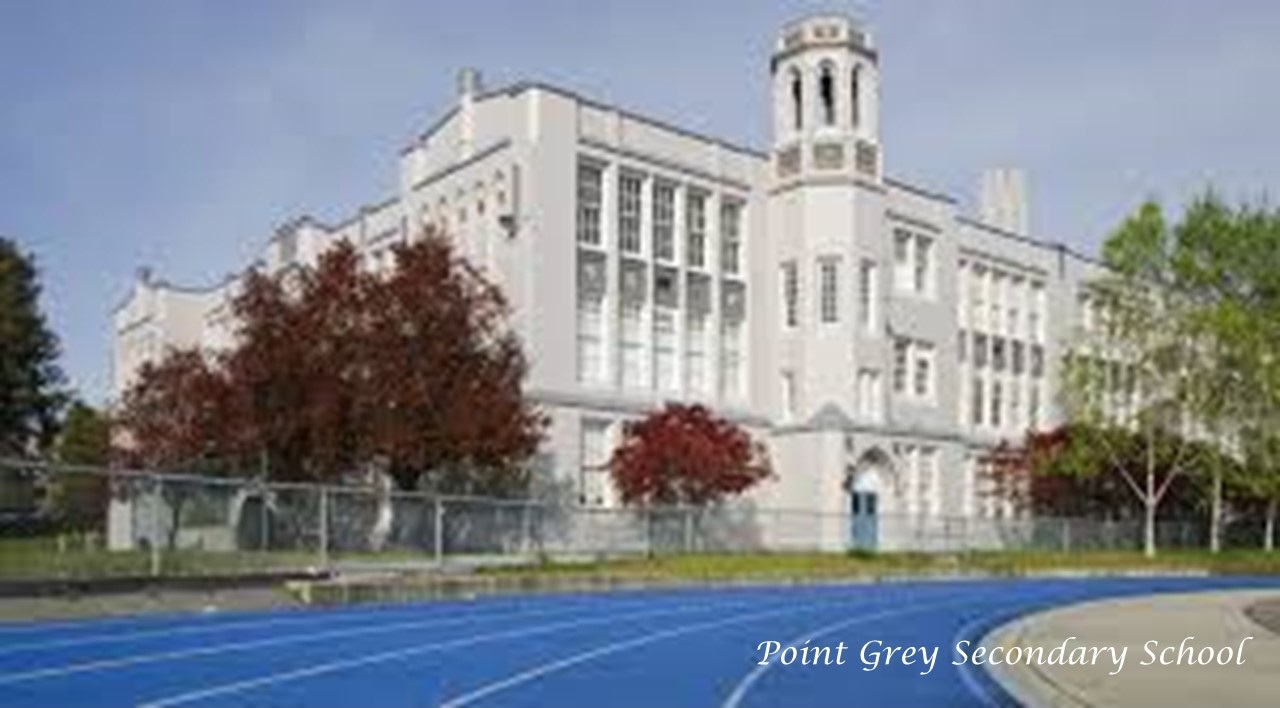
Point Grey Secondary School

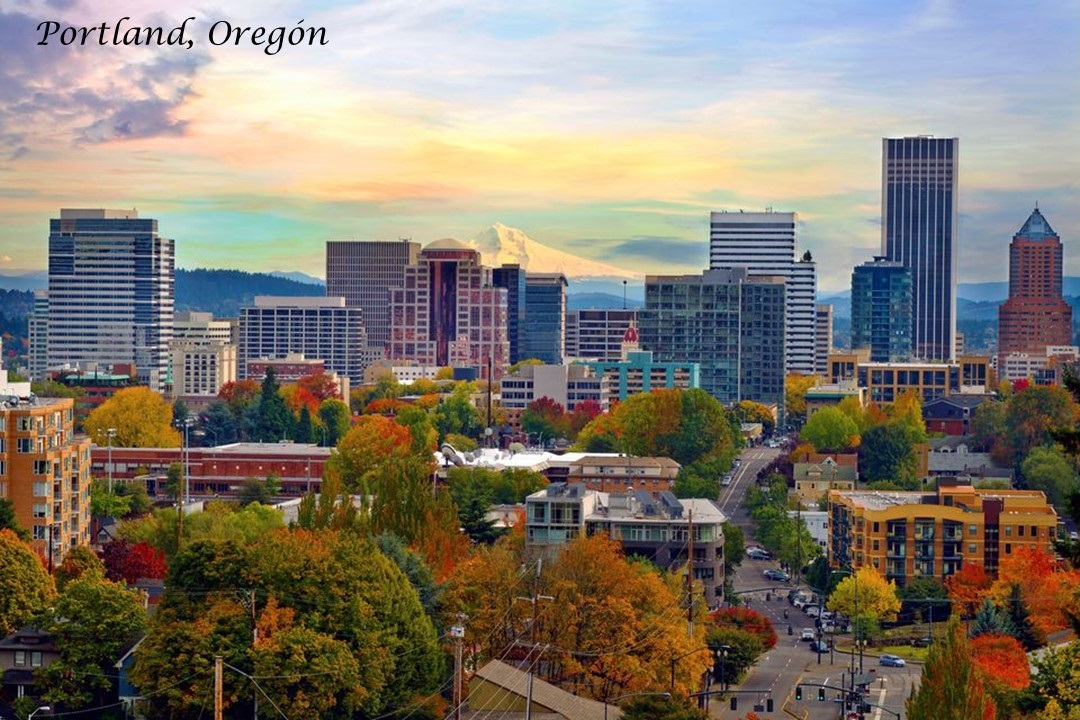
Portland, Oregón

La fotografía principal inició en Vancouver el 5 de julio de 2017. Algunas escenas de la película se grabaron en Portland, Oregón, en donde también se encuentra el set de la película. Las escenas del instituto de Lara Jean se grabaron en Point Grey Secondary School. La producción concluyó el 4 de agosto de 2017.

## Estreno
En marzo de 2018, Netflix adquirió derechos de distribución a la película, que estrenó el 17 de agosto de 2018.

## Recepción
En Rotten Tomatoes, la película tiene un índice de aprobación del 95% basado en 40 críticas, con una media de 7.3 sobre 10 (7.3/10). En Metacritic, la película tiene una puntuación mediana de 62 sobre 100 (62/100), basado en revisiones de 10 críticos, indicando "revisiones generalmente favorables".

## Secuela
En agosto de 2018, la autora Jenny Han dijo lo siguiente en relación con la posibilidad de una secuela de la película, que vendría a adaptar el segundo libro de la saga, "P.S. Todavía te Quiero", llamada A todos los chicos: P.D. Todavía te quiero: 

"There's [sic] so many things in the second book that I would love to see in a sequel. The whole reason why I wrote a second book was for the character of John Ambrose McClaren, who is a fan favorite, and he's a favorite of mine too. I would love to see that explored, and also there's a character called Stormy that I love to write. I would love to see that."